# 一戸豊信
一戸 豊信（いちのへ とよのぶ、1924年（大正13年）7月23日 - 2014年（平成26年）3月24日）は日本の実業家、元室蘭民報社社長。北海道室蘭市出身。

## 略歴
- 1944年（昭和19年） - 早稲田大学専門部工科電気科卒業。
- 1947年（昭和22年） - 室蘭民報社入社、社会部記者・編集局社会部長などを務める。
- 1966年（昭和41年） - 同社代表取締役就任。
- 1971年（昭和46年） - 同社代表取締役専務就任。
- 1974年（昭和49年） - 同社代表取締役社長就任。
- 2007年（平成19年） - 同社代表取締役会長就任。
- 2009年（平成21年） - 同社相談役就任。
- 2014年（平成26年）3月24日午前11時24分 - 多臓器不全のため日鋼記念病院で死去。89歳没[1]。

その他、室蘭市教育委員（1978年から1995年まで）・NHK番組審査委員・室蘭保健所保健協議会委員・室蘭市労働問題審議会委員・室蘭交通安全協会理事・室蘭市中央卸売市場開設運営協議会委員・室蘭防犯協会理事・室蘭剣道連盟会長などを歴任。

## 表彰
- 1994年（平成6年） - 室蘭市功労者（自治）表彰
- 2002年（平成14年） - 室蘭市特別功労者表彰
- 2005年（平成17年） - 緑十字銀章交通安全功労者表彰

## 参考
- 交詢社 第69版 『日本紳士録』 1986年